# Бечешть (Васлуй)
Бечешть, Бечешті (рум. Băcești) — село у повіті Васлуй в Румунії. Входить до складу комуни Бечешть.
Село розташоване на відстані 280 км на північ від Бухареста, 42 км на північний захід від Васлуя, 45 км на південний захід від Ясс.

## Населення
За даними перепису населення 2002 року у селі проживали 2199 осіб.
Національний склад населення села:
| Національність | Кількість осіб | Відсоток |
| -------------- | -------------- | -------- |
| румуни         | 1617           | 73,5%    |
| цигани         | 582            | 26,5%    |

Рідною мовою назвали:
| Мова      | Кількість осіб | Відсоток |
| --------- | -------------- | -------- |
| румунська | 1623           | 73,8%    |
| циганська | 576            | 26,2%    |